# Canton de Lyon-III
Pour les articles homonymes, voir Lyon III.
Le canton de Lyon-III est une ancienne division administrative française, située dans le département du Rhône en région Rhône-Alpes.

## Composition
Le canton de Lyon-III correspondait au 4e arrondissement de Lyon et comprenait les quartiers du plateau de la Croix-Rousse et de Serin.

## Histoire
Le canton de Lyon 4 est renommé Lyon-III par le décret du 28 février 2000.
Il disparaît le 1er janvier 2015 avec la création de la métropole de Lyon.

## Représentation

### Conseillers généraux de 1833 à 2015
| Période       | Période          | Identité                               | Étiquette           | Qualité |
| ------------- | ---------------- | -------------------------------------- | ------------------- | --- |
| 1833          | 1836             | Joseph Morel (1777-1860)               |                     | Agent de Change, garde National, fondateur de la Société de Navigation du Rhône Propriétaire, conseiller municipal de Lyon |
| 1836          | 1848 (décès)     | Joseph Mermet                          | Centre gauche       | Docteur-médecin, conseiller municipal de Lyon, conseiller d'arrondissement (canton de Lyon-II)                             |
| 1848          | 1856             | François Grillet aîné                  | Républicain         | Fabricant de châles premier adjoint au Maire de Lyon                                                                       |
| 1856          | 1861             | Auguste Cabias                         | Majorité dynastique | Maire du 4ème arrondissement de Lyon Député (1852-1857)                                                                    |
| 1861          | 1864             | Prosper Mouraud                        | Droite              | Propriétaire, entrepreneur de travaux publics à Lyon Député (1848-1849)                                                    |
| 1864          | 1870             | Antoine Barthélemy Réjanin (1798-1877) |                     | Propriétaire, négociant, ancien maire de Serin (La Croix-Rousse)                                                           |
| 1870          | 1871             | Louis Andrieux                         | Républicain         | Avocat à Lyon, puis Procureur de la République                                                                             |
| 1871          | 1876 (démission) | Pierre Pirodon                         | Républicain radical | Graveur Propriétaire rue Bodin à Lyon                                                                                      |
| 1876          | 1880 (démission) | Germain Vallier                        | Républicain         | Sénateur (1880-1883) Conseiller municipal de Lyon                                                                          |
| 1880          | 1886             | Édouard Thiers                         | Républicain         | Capitaine Député (1885-1890)                                                                                               |
| 1886          | 1898             | Aimé Grinand                           | Républicain         | Propriétaire rue du Plat, conseiller municipal de Lyon, ancien conseiller d'arrondissement                                 |
| 1898          | 1904             | Eugène Devic                           | Républicain         | Médecin des hôpitaux de Lyon Adjoint au maire de Lyon                                                                      |
| 1904          | 1904 (décès)     | Philippe Krauss                        | POF puis Soc.ind.   | Employé puis représentant Député (1898-1904) Conseiller municipal de Lyon                                                  |
| 1904          | 1919             | Marius Moutet                          | SFIO                | Avocat Député du Rhône (1914-1928) Conseiller municipal de Lyon (1902-1925)                                                |
| 1919          | 1922             | Joseph Essertier                       | Entente (Droite)    | Plombier rue Sainte-Marie-des-Terreaux, à Lyon Propriétaire à Béligneux (Ain)                                              |
| 1922          | 1928             | Marius Moutet                          | SFIO                | Avocat Député du Rhône (1914-1928) Conseiller municipal de Lyon (1902-1925)                                                |
| 1928          | 1940             | Claude Bruyas                          | Rad.                | Industriel, fabricant de guimpes Conseiller municipal de Lyon, conseiller d'arrondissement- Député (1928-1936)             |
|               |                  |                                        |                     | |
| 1945          | 1949             | Victor Combres                         | Rad.                | Employé à Lyon |
| 1949          | 1955             | Édouard Charret                        | RS                  | Employé dans l'industrie pharmaceutique à Lyon Député (1951-1955)                                                          |
| 1955          | 1967 (décès)     | Marcel Laugier                         | DVD                 | Adjoint au maire de Lyon                                                                                                   |
| 16 avril 1967 | septembre 1967   | Édouard Charret                        | UNR                 | Député (1958-1973) |
| 1967          | 1973             | Marie-Antoinette Maurice               | DVG puis PS         | Adjointe au maire de Lyon chargée de la Croix-Rousse, membre du Cercle Tocqueville de Lyon                                 |
| 1973          | 1979             | Pierre Faussurier                      | DVD                 | Adjoint au maire de Lyon                                                                                                   |
| 1979          | 1998             | Jean-Paul Bonnet                       | app. RPR            | Avocat, adjoint au maire de Lyon                                                                                           |
| 1998          | 2004             | Gabriel Caillet (1935-2018)            | RPR                 | Ancien artisan mécanicien Maire du 4e arrondissement de Lyon (1983-2001)                                                   |
| 2004          | 2011             | M. Dominique Bolliet                   | PS                  | Professeur agrégé de sciences sociales Maire du 4e arrondissement de Lyon (2001-2011)                                      |
| 2011          | 2014             | Raymonde Poncet                        | EELV                | Économiste |

### Conseillers d'arrondissement (de 1833 à 1940)
| Période                                  | Période          | Identité                                  | Étiquette                | Qualité |
| ---------------------------------------- | ---------------- | ----------------------------------------- | ------------------------ | --- |
| 1833                                     | 1848             | Joseph-François Vachon-Imbert (1772-1857) |                          | Patron d'une filature, Premier adjoint au maire de Lyon, juge au Tribunal de commerce, ancien conseiller général                         |
|                                          |                  |                                           |                          | |
| 1880                                     | 1881 (démission) | M. Bessières (?-1898)                     | Républicain              | Conseiller municipal de Lyon |
|                                          |                  |                                           |                          | |
|                                          | 1884 (démission) | Aimé Grinand                              | Républicain              | Propriétaire à Lyon |
|                                          |                  |                                           |                          | |
| 1886                                     | 1901             | Benoît Guicherd (1838-1917)               | Républicain opportuniste | Ancien ouvrier tisseur à Lyon |
| 1901                                     | 1913             | Pierre Manus                              | Socialiste               | Commerçant (cafetier), conseiller municipal de Lyon, Président du Conseil d'arrondissement, député (1910-1919)                           |
| 1913                                     | 1919             | Louis Béné (1874-1949)                    | URD                      | Avocat, propriétaire Cours des Chartreux à Lyon                                                                                          |
| 1919                                     | 1925             | François Duchamp                          | URD                      | Expert en travaux de bâtiment, Lyon |
| 1925                                     | 1928             | Claude Bruyas                             | Radical                  | Industriel, conseiller municipal de Lyon                                                                                                 |
| 1928                                     | 1940             | Francisque Umbert (1889-1961)             | Radical                  | Vice-Président de l'École de tissage, adjoint au maire du 4ème arrondissement de Lyon (1935-1941), Président du Conseil d'arrondissement |
| 1940                                     |                  |                                           |                          | Les conseils d'arrondissement ont été suspendus par la loi du 12 octobre 1940 et n'ont jamais été réactivés                              |
| Les données manquantes sont à compléter. |                  |                                           |                          | |

## Évolution démographique
| 2006   | 2011   | 2012   |
| ------ | ------ | ------ |
| 34 302 | 35 654 | 36 240 |